# Joseph Achille Le Bel
Joseph Achille Le Bel (Pechelbronn, Alsàcia, 21 de gener de 1847 - París, 6 d'agost de 1930) va ser un químic orgànic francès, considerat un dels precursors de la moderna estereoquímica juntament amb Jacobus Henricus van 't Hoff.

## Biografia
Le Bel va néixer en el si d'una família rica que controlava la indústria del petroli a Pechelbronn, Alsàcia. El 1865 va ser enviat a l'Escola Politècnica de París on hi estudià fins al 1867, i després de graduar-se fou assistent d'Antoine Balard, el descobridor de brom, en el Collège de France, i de Charles Adolphe Würtz, a l'Escola de Medicina, a París, temps de construcció d'una refineria per part de la seva família. Per algun temps es fa fer càrrec del funcionament de petroli a Pechelbronn, en la qual el seu oncle estava interessat, però el 1889, va vendre les seves accions en l'empresa familiar i ha va establir un laboratori privat a París, on es va dedicar a la química orgànica.
Le Bel va ser president de la Societat de química francesa el 1892; va rebre la distinció de comandant de la Legió d'Honor. Le Bel i Van't Hoff, van guanyar el 1893 la Medalla Davy, amb la qual es va reconèixer la seva tasca en la teoria del carboni asimètric. Va ser elegit un dels companys d'honoraris la Societat Química el 1908. L'any 1911 es va convertir en membre estranger de la Royal Society. L'any 1929, va ser elegit membre de l'Acadèmia Francesa de les Ciències. Va ser un individualista i es va relacionar poc amb altres científics; va ser intolerant amb la burocràcia en qualsevol dels seus aspectes.

## Treballs

Enantiòmers d'un aminoàcid

El seu treball més important va ser l'explicació el 1874 el concepte de l'activitat òptica d'un complex relacionant aquesta propietat amb la seva geometria. Francesc Aragó va observar el 1811 que el pla de polarització d'un feix de llum polaritzada es desvia pel pas a través d'una placa de quars de tall perpendicular a l'eix òptic; Jean Baptiste Biot el 1815 va trobar que alguns líquids orgànics, com ara la trementina, també són òpticament actius en el mateix sentit. A finals del 1840 Louis Pasteur va separar dos tipus de cristalls de tartrat de la mateixa composició, cada un imatge especular de l'altre. Aquests cristalls en la solució no només poden girar el pla de llum polaritzada un cert angle (activitat òptica), sinó que la rotació també es produeix en direccions oposades. Pasteur va anomenar a aquestes substàncies isòmers òptics. Le Bel va cercar una regla general per preveure si una substància en dissolució tendrà o no capacitat per rotar la llum polaritzada, i es va inclinar per la geometria de la molècula. Considera una molècula MA₄ on M és un radical simple o complex, no necessàriament carboni, combinat amb quatre àtoms A substituïbles. Va preveure quantes molècules disimètriques s'haurien d'obtenir per les molècules derivades mitjançant tres, dos, i un substituts. Igual que pel cas del carboni només s'obté un únic isòmer òptic amb dos o tres substituts, i Le Bel va concloure que els quatre àtoms A ocupen els vèrtexs d'un tetraedre regular.
La mateixa teoria fou publicada de forma independent en el mateix any pel químic holandès Jacobus Van't Hoff que també havia treballat amb Charles Adolphe Würtz.
Le Bel no va publicar la major part del seu treball experimental per falta de col·laboradors. El seu treball també es va estendre a altres branques de la ciència diferents de la química orgànica, com petroquímica, biologia i cosmologia, i publicà el llibre Cosmologie rationnelle centrat en l'evolució del sistema solar.

## Obres
- Sur les relations qui existent entre les formules atomiques des corps organiques et le pouvoir rotatoire de leurs dissolutions Arxivat 2007-10-16 a Wayback Machine., Bulletin de la Société Chimique de Paris, novembre 1874.
- Cosmologie rationnelle, 1929